# Campeonato Esloveno de Voleibol Masculino
O Campeonato Esloveno de Voleibol Masculino (em esloveno:  Prvenstvo Slovenije v odbojki za moške), também conhecido como 1. Državna Odbojkarska Liga, 1. DOL, ou por motivos de patrocínio Sportklub prva odbojkarska liga, é a principal liga de voleibol masculino da Eslovênia, organizada pela Federação Eslovena de Voleibol (em esloveno:  Odbojkarska Zveza Slovenije, OZS). O torneio é disputado desde a temporada 1991–92, tendo como campeão inaugural o Vileda Maribor.

## Histórico
O Campeonato Esloveno de Voleibol Masculino foi fundado em 1991, logo após a dissolução da extinta Iugoslávia. A equipe do Vileda Maribor, da cidade de Maribor, conquistou o primeito título desta competição, repetindo o mesmo feito na temporada posterior.
Na temporada 1999–00, a equipe do ACH Volley Ljubljana conquistou seu primeiro título nacional contra o Olimpija Ljubljana, por 3–0 (no agregado).  Na temporada 2008–09, o ACH Volley Ljubljana conquistou o hexacampeonato, se tornando o maior campeão desta competição, contra o Salonit Anhovo – então líder de títulos eslovenos.
Em 10 de dezembro de 2019, o canal esportivo Sport Klub tornou-se o patrocinador titular do campeonato, e os jogos adotaram o nome oficial de Sportklub prva odbojkarska liga.
Em 2020, devido à pandemia de COVID-19, Metod Ropret, presidente da Federação Eslovena de Voleibol (OZS), decretou o encerramento antecipado da temporada 2019–20 e determinou a classificação final com base na classificação de cada equipe na competição na data do anúncio da decisão. De acordo com o decreto, o ACH Volley Ljubljana sagrou-se campeão esloveno pela décima sétima vez, o vice-campeonato foi concedido ao Calcit Kamnik, e o terceiro lugar ao Merkur Maribor.

## Resultados
| CAMPEONATO ESLOVENO DE VOLEIBOL MASCULINO | CAMPEONATO ESLOVENO DE VOLEIBOL MASCULINO | CAMPEONATO ESLOVENO DE VOLEIBOL MASCULINO | CAMPEONATO ESLOVENO DE VOLEIBOL MASCULINO |
| Temporada                                 | Campeão                                   | Vice-campeão                              | Terceiro lugar                            |
| ----------------------------------------- | ----------------------------------------- | ----------------------------------------- | ----------------------------------------- |
| 1995–96 Detalhes                          | Vileda Maribor                            |                                           |                                           |
| 1992–93 Detalhes                          | Vileda Maribor                            |                                           |                                           |
| 1993–94 Detalhes                          | Salonit Anhovo                            |                                           |                                           |
| 1994–95 Detalhes                          | Salonit Anhovo                            | Panvita Pomgrad                           | Bella Viola Maribor                       |
| 1995–96 Detalhes                          | Salonit Anhovo                            | Marles Maribor                            | Olimpija Ljubljana                        |
| 1996–97 Detalhes                          | Salonit Anhovo                            | OK Merkur Maribor                         | Olimpija Ljubljana                        |
| 1997–98 Detalhes                          | OK Fužinar                                | Salonit Anhovo                            | Gradis Maribor                            |
| 1998–99 Detalhes                          | Salonit Anhovo                            | Stavbar IGM Maribor                       | Panvita Pomgrad                           |
| 1999–00 Detalhes                          | ACH Volley Ljubljana                      | Olimpija Ljubljana                        | Calcit Kamnik                             |
| 2000–01 Detalhes                          | Calcit Kamnik                             | ACH Volley Ljubljana                      | Panvita Pomgrad                           |
| 2001–02 Detalhes                          | Calcit Kamnik                             | ACH Volley Ljubljana                      | Stavbar IGM Maribor                       |
| 2002–03 Detalhes                          | Calcit Kamnik                             | Stavbar IGM Maribor                       | Salonit Anhovo                            |
| 2003–04 Detalhes                          | Šoštanj Topolšica                         | Calcit Kamnik                             | Salonit Anhovo                            |
| 2004–05 Detalhes                          | ACH Volley Ljubljana                      | Šoštanj Topolšica                         | Olimpija Ljubljana                        |
| 2005–06 Detalhes                          | ACH Volley Ljubljana                      | Prevent Gradnje IGM Maribor               | Šoštanj Topolšica                         |
| 2006–07 Detalhes                          | ACH Volley Ljubljana                      | Prevent Gradnje IGM Maribor               | Hit Nova Gorica                           |
| 2007–08 Detalhes                          | ACH Volley Ljubljana                      | Salonit Anhovo                            | OK Merkur Maribor                         |
| 2008–09 Detalhes                          | ACH Volley Ljubljana                      | Salonit Anhovo                            | Hit Nova Gorica                           |
| 2009–10 Detalhes                          | ACH Volley Ljubljana                      | Salonit Anhovo                            | Hit Nova Gorica                           |
| 2010–11 Detalhes                          | ACH Volley Ljubljana                      | OK Kropa                                  | Hit Nova Gorica                           |
| 2011–12 Detalhes                          | ACH Volley Ljubljana                      | Calcit Kamnik                             | Salonit Anhovo                            |
| 2012–13 Detalhes                          | ACH Volley Ljubljana                      | Calcit Kamnik                             | Panvita Pomgrad                           |
| 2013–14 Detalhes                          | ACH Volley Ljubljana                      | Panvita Pomgrad                           | Calcit Kamnik                             |
| 2014–15 Detalhes                          | ACH Volley Ljubljana                      | Calcit Kamnik                             | Salonit Anhovo                            |
| 2015–16 Detalhes                          | ACH Volley Ljubljana                      | Calcit Kamnik                             | Panvita Pomgrad                           |
| 2016–17 Detalhes                          | ACH Volley Ljubljana                      | Calcit Kamnik                             | HišaNaKolesih Triglav                     |
| 2017–18 Detalhes                          | ACH Volley Ljubljana                      | Calcit Kamnik                             | Salonit Anhovo                            |
| 2018–19 Detalhes                          | ACH Volley Ljubljana                      | Calcit Kamnik                             | Salonit Anhovo                            |
| 2019–20 Detalhes                          | ACH Volley Ljubljana                      | Calcit Kamnik                             | Merkur Maribor                            |
| 2020–21 Detalhes                          | Merkur Maribor                            | ACH Volley Ljubljana                      | Calcit Kamnik                             |
| 2021–22 Detalhes                          | ACH Volley Ljubljana                      | Calcit Kamnik                             | Merkur Maribor                            |
| 2022–23 Detalhes                          | ACH Volley Ljubljana                      | Calcit Kamnik                             | Merkur Maribor                            |
| 2023–24 Detalhes                          | ACH Volley Ljubljana                      | Calcit Kamnik                             | OK i-Vent Maribor                         |